# Beatriz Galindo
Pour les articles homonymes, voir Galindo (homonymie).
Beatriz Galindo, dite la Latina, né vers 1465 et morte le 23 novembre 1535 à Madrid, est une personnalité madrilène et une éducatrice espagnole, longtemps membre de la cour et conseillère d'Isabelle la Catholique. Elle a également fondé et géré plusieurs institutions sociales et religieuses à Madrid. Son parcours est relativement nouveau : jusqu'à la Renaissance, les femmes érudites dans les pays latins étaient surtout des religieuses. C'est l'humanisme qui va mettre davantage en exergue le modèle de la femme laïque éduquée et notoire, personnalité culturelle voire politique de son temps sans être membre d'une lignée dynastique, dont Beatriz Galindo est un bon exemple (même si Christine de Pizan peut incarner aussi ce modèle, un siècle auparavant).

## Biographie
Elle est née probablement vers 1465 (certains auteurs donnent 1464 ou 1475) à Salamanque, au sein d'une famille noble aux ressources limitées. Sa vie est mal connue bien qu'elle ait eu une réelle notoriété, ce qui a donné lieu à plusieurs légendes. Elle reçoit une éducation approfondie, incluant une bonne connaissance du latin.  Son intérêt pour la culture renforce l'intention de ses parents d'orienter sa vie vers une existence monastique,, la constitution d'une dot significative pour rendre possible un « bon » mariage constituant une charge financière non négligeable. Elle n'a jamais professé à l'université, même si cette fonction fait partie de sa légende. Par contre, à l'âge de seize ans, présentée au cloître de cette université de Salamanque (une des plus anciennes universités d'Espagne), sa maîtrise du latin est jugée étonnante, et sa réputation d'érudite parvient même jusqu'à Isabelle la Catholique, depuis peu reine de Castille. Celle-ci cherchait aussi à se constituer un noyau de fidèles parmi la noblesse dite de service (même si ce terme n'était pas encore utilisé) : une noblesse qui n'appartient pas aux grands lignages, n'en a pas l'autonomie et les exigences, mais qui par honneur et par nécessité était plus propice à se mettre au service de la dynastie royale.

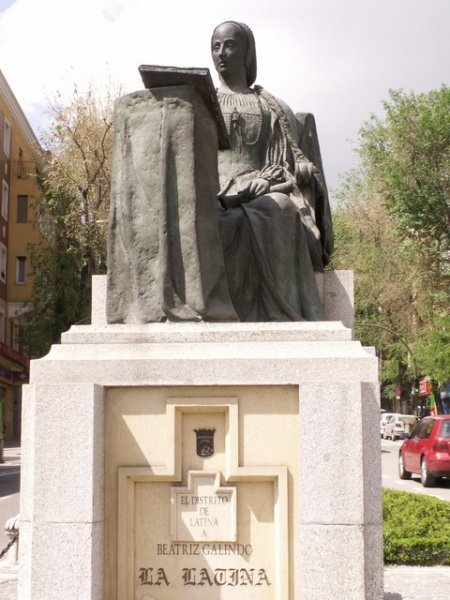
Monument en l'honneur de Beatriz Galindo à Madrid

Isabelle l'appelle à sa cour, comme dame de compagnie et préceptrice de la reine et de ses enfants (notamment de ses filles), devançant l'entrée dans un couvent de Béatriz Galindo et la prononciation par elle de ses vœux religieux. La reine lui procure également, quelques années plus tard, en 1495, un mari, de noblesse d'extraction, Francisco Ramírez de Madrid (es), né en 1445. Rallié à la reine Isabelle dès le début de la guerre de Succession de Castille, Francisco Ramírez (également échevin de Madrid par nomination royale) avait mis avec un certain brio son épée à son service et était surnommé, pour ses faits d'armes, el Artillero [l'artilleur]. Par ce mariage, la reine fidélise ainsi deux de ses proches. Le rôle précis de Beatriz Galindo, surnommée, quant à elle, La Latina, pendant la vingtaine d'années passées au sein de la cour parmi les proches d'Isabelle la Catholique, a sans doute évolué au fil du temps : en tant que dame de compagnie et préceptrice, elle a initialement fait la conversation de la souveraine et de ses enfants, en diffusant sa maîtrise du latin, mais, ultérieurement, elle a probablement conseillé la reine sur des sujets culturels, diplomatiques, religieux, sociaux, ou touchant à sa région natale. Il semble que La Latina ait été aussi la promotrice de fondations caritatives et religieuses, notamment à Madrid aux côtés de son marin échevin de la ville. Elle a pu être enfin une secrétaire particulière de la reine,.
À la mort de son mari, en 1501, après la période de veuvage, Beatriz Galindo décide d'abandonner ses activités à la cour pour se consacrer davantage à sa famille et ses enfants encore jeunes, suivre de près le devenir de fondations créées avec son époux, et entretenir de bonnes relations avec les échevins de la ville. Elle s'installe à Madrid. Dans la ville espagnole, elle promeut une politique religieuse particulière pour favoriser la réforme de l'Église initiée par Isabelle la Catholique. Elle est une des personnalités madrilènes. Il n'y a qu'une seule occasion connue où Beatriz Galindo a quitté la ville de Madrid. C'est en 1504, à la mort d'Isabelle la Catholique, lorsque Beatriz Galindo fait partie des personnes accompagnant le cortège funèbre jusqu'à la ville de Grenade. Elle fonde deux couvents à Madrid, la Concepción Fanciscana et la Concepción Jerónima, ainsi qu'un hôpital des pauvres (l'hôpital à cette époque n'étant pas seulement un établissement de santé, mais aussi un hospice et un lieu d'accueil). Très peu d'ouvrages d'elle ne sont parvenus jusqu'au XXIe siècle, essentiellement deux (Notas y comentarios sobre Aristóteles et des poésies, Poesías latinas), ainsi que quelques lettres,. Deux des successeurs d'Isabelle la Catholique lui ont rendu visite pour la consulter (et notamment pour localiser certains documents datant du règne d'Isabelle), Ferdinand le Catholique et, plus tard, Charles Quint,.
Elle meurt en 1535 à Madrid,.
Le quartier Latina où elle a vécu après la mort de son mari, a été nommé ainsi en son honneur. De même le nom de Latina a été donné au quartier de Salamanque où elle a vécu enfant,.